# McLane-Ocampoverdrag
Het McLane-Ocampoverdrag was een verdrag tussen Mexico en de Verenigde Staten. Het verdrag werd getekend in 1859 maar werd door geen van beide landen geratificeerd.
Het verdrag werd getekend door de Amerikaanse minister Robert McLane en zijn Mexicaanse collega Melchor Ocampo. Het werd getekend tijdens de Hervormingsoorlog, een oorlog tussen conservatieven en liberalen in Mexico. De liberale partij hoopte op erkenning door de Verenigde Staten en mogelijk financiële steun. De Verenigde Staten wilde dit alleen geven in ruil voor territoriale concessies, en dan met name Neder-Californië, Sonora en Chihuahua, maar daar wilde de Mexicaanse regering niets van weten.
Uiteindelijk werd in het verdrag alleen besloten dat de Verenigde Staten doorgangsrechten zouden krijgen over de Landengte van Tehuantepec en de staat Sonora. De Verenigde Staten zouden in Tehuantepec speciale rechten krijgen (er werd in de VS overwogen de landengte te doorkruisen door een spoorweg of misschien zelfs een kanaal) maar Mexico zou de uiteindelijke soevereiniteit over het gebied behouden.
Hoewel het verdrag uiteindelijk noch door het Amerikaanse congres noch door het Mexicaanse congres geratificeerd werd, betekende het verdrag wel een mentale opsteker voor de Mexicaanse liberalen. Het maakte duidelijk dat de Verenigde Staten aan de zijde van de liberalen stond. Dit weerhield Spanje ervan in de oorlog te interveniëren.
Het verdrag heeft de reputatie van Ocampo in Mexico zwaar beschadigd. Men beschuldigde hem ervan Mexico te hebben overgeleverd aan de VS. Door de tragische dood van Ocampo in 1861 werd zijn reputatie echter weer grotendeels hersteld.